# 문양역
문양역(Munyang station, 汶陽驛)은 대한민국 대구광역시 달성군 다사읍 문양리에 있는 대구 도시철도 2호선의 전철역이자 종착역이다. 심야에 1편성이 주박한다. 이 역에만 지상 구간이다.

## 역사
- 1996년 12월 19일(목요일) : 대구 도시철도 2호선 문양역~사월역 구간 착공
- 2005년 10월 18일(화요일) : 대구 도시철도 2호선 문양역~사월역 구간 개통과 함께 종착역으로 영업 개시

## 개요
심야에 1편성이 주박하며, 해당 열차는 다음 날 새벽에 이곡역으로 회송하여 운행을 시작한다.

## 특징
대구 도시철도 최초이자 2호선 29개 역들 중 유일한 중량 전철 전용 지상역이다. 이 역 뒤쪽에는 문양차량사업소가 있고, 역과 선로 주위로는 마천산이 둘러싸고 있다. 2008년 12월 13일(토요일) 승강장 선로 상단에 우천시를 대비하여 지붕을 새로 설치하였다. 문양차량사업소에서는 경검수만 담당하고, 중검수는 2호선 청라언덕역과 1호선 명덕역 간의 연결 선로(영남대 방향 → 설화명곡 방향. 3호선과는 별개.)를 통해 월배차량사업소로 회송하여 실시한다. 2008년 10월 22일 이 역 인근에 달성군 농산물 직판장을 설치하기로 하였고 2009년 9월 24일 이 역 1층에 마련하였다. 이 역 1층은 환승용 주차장과 농산물 직판장, 2층은 환승용 주차장이고, 3층에 역무실 및 승차권 발매기/교통카드 충전소, 4층에 승강장이 있다. 이 역은 원래 대구 도시철도 2호선의 건설 계획에는 없었던 역이나 다사읍 문양·부곡리 1대 주민들의 교통편의, 문양차량사업소로 인한 소음 문제에 대한 보상책으로 다사역에서 선로를 연장하여 문양차량사업소 옆에 신설했다. 대한민국 도시철도 역들 중에서 유일하게 로프형 스크린도어가 설치된 역이며, 무지개 색깔의 피아노 건반이 도배된 것이 특징이며,3호선 개통 전까지만 해도 대구 도시철도 유일한 지상역이었다.

## 역명의 유래
문수(汶水, 현재의 낙동강) 주변에 위치한 양지바른 마을이라고 하여 문양리(汶陽里)라는 지명이 붙었다.

## 역 구조
출입구는 2개다.

### 승강장
1면 2선의 섬식 승강장을 갖춘 고가역이며, 로프형 스크린도어가 설치되어 있다.
| 시·종착역 |
| 하 상 \|  |
| ↓ 다사    |

| 상행 | ● 대구 도시철도 2호선 | 문양기지 입고 열차 당역 종착               |
| 하행 | ● 대구 도시철도 2호선 | 문양기지 출고 열차 반월당·범어·영남대 방면 |

## 역 주변
이 역 주변의 달성군 다사읍 문양리와 부곡리 1대는 개통 이전부터 메기 매운탕집들이 많이 있었으며, 이 역 개업 이후에는 이 역 출입구 앞에 식당 차량들이 수송용 셔틀로 대기하고 있다. 대구광역시에서는 이러한 지역적 특성을 살리기 위해 2006년 6월 14일에 문양역 인근 문양리와 부곡리 일대를 먹을거리 마을로 지정하여 문양역 폴사인 옆에 안내석을 세웠다.
| 나가는 곳 | 방면                                                                  |
| --------- | --------------------------------------------------------------------- |
| 1         | 다사읍 문양리 방면 다사읍 부곡리 방면 마천산 문양역농산물생산자직판장 |
| 2         | 다사읍 문양리 방면 다사읍 부곡리 방면 마천산 문양역농산물생산자직판장 |

## 승차량 변동
국도변에서 떨어져 있지만 인근 식당 이용객들과 마천산 등반객, 예전에 시내버스가 다니지 않았던 부곡리 주민들, 그리고 성주 0/250번 버스를 이용하여 문양역으로 오는 일부 경상북도 성주군 주민들, 성서2번을 이용하여 문양역으로 오는 달성군 하빈면 주민들 등 폭넓은 곳에서 이용하여 이용객 수는 다사읍 소재 3개 역들 중 죽곡지구 신도시 개발로 이용객들이 급증한 대실역을 논외로 하면 다사역보다 많다. 1층과 2층에 환승 주차장이 갖추어져 있어서 대중교통 환승센터의 역할을 수행한다.
| 노선  | 승차 인원 | 승차 인원 | 승차 인원 | 승차 인원 | 승차 인원 | 승차 인원 | 승차 인원 | 승차 인원 | 승차 인원 | 승차 인원 | 승차 인원 | 승차 인원 | 승차 인원 | 주석 |
| 노선  | 2005년    | 2006년    | 2007년    | 2008년    | 2009년    | 2010년    | 2011년    | 2012년    | 2013년    | 2014년    | 2015년    | 2016년    | 2017년    | 주석 |
| ----- | --------- | --------- | --------- | --------- | --------- | --------- | --------- | --------- | --------- | --------- | --------- | --------- | --------- | ---- |
| 2호선 | 1,552     | 1,906     | 1,951     | 2,207     | 2,261     | 2,354     | 2,534     | 2,657     | 2,884     | 2,897     | 2,844     | 2,931     |           |      |

## 인접한 역
| 대구 도시철도 2호선 | 대구 도시철도 2호선   | 대구 도시철도 2호선  |
| ------------------- | --------------------- | -------------------- |
| 시·종착역           | ● 대구 도시철도 2호선 | 217 다사 영남대 방면 |

## 사진

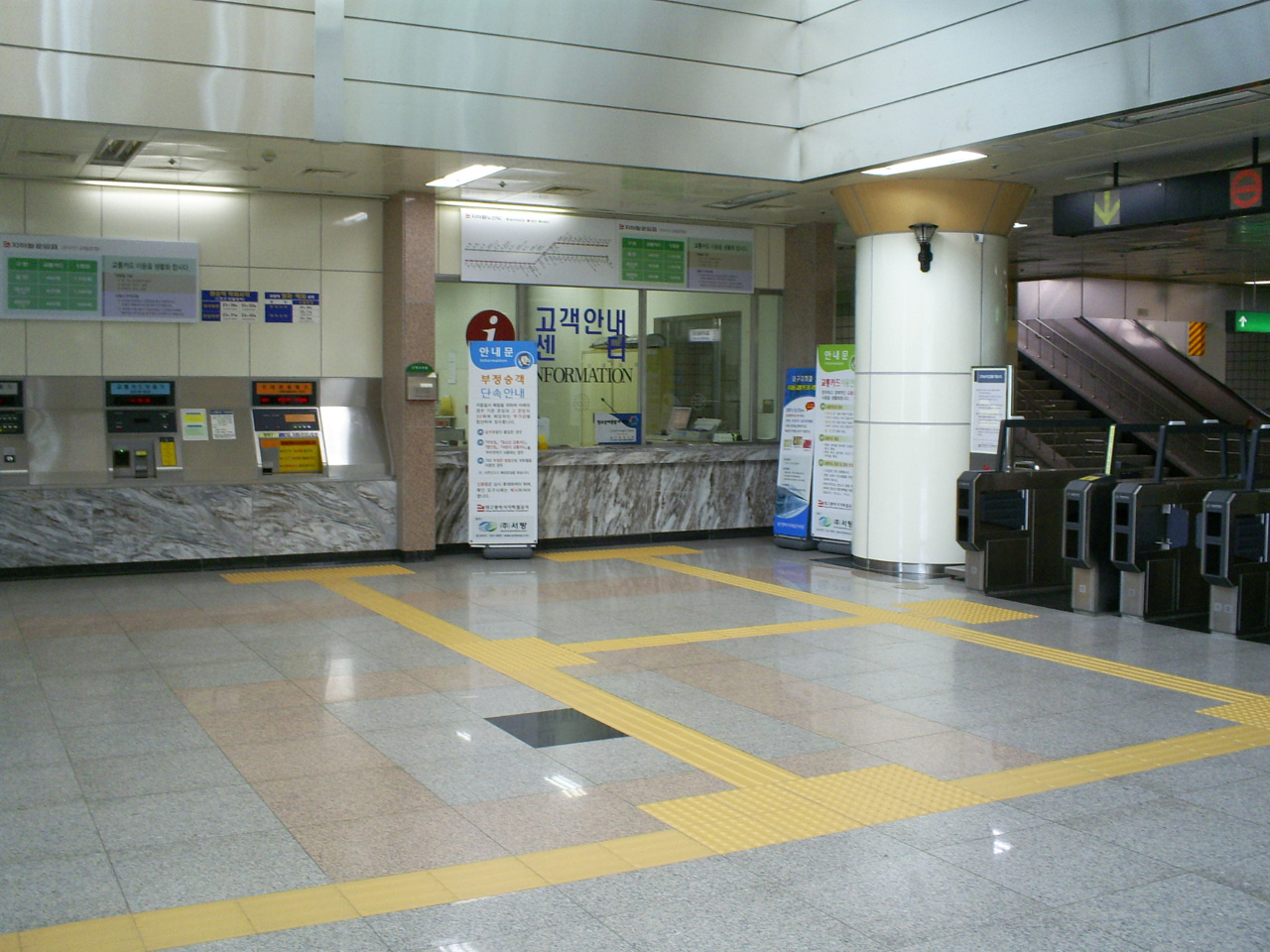
문양역 구내 모습 (3층)
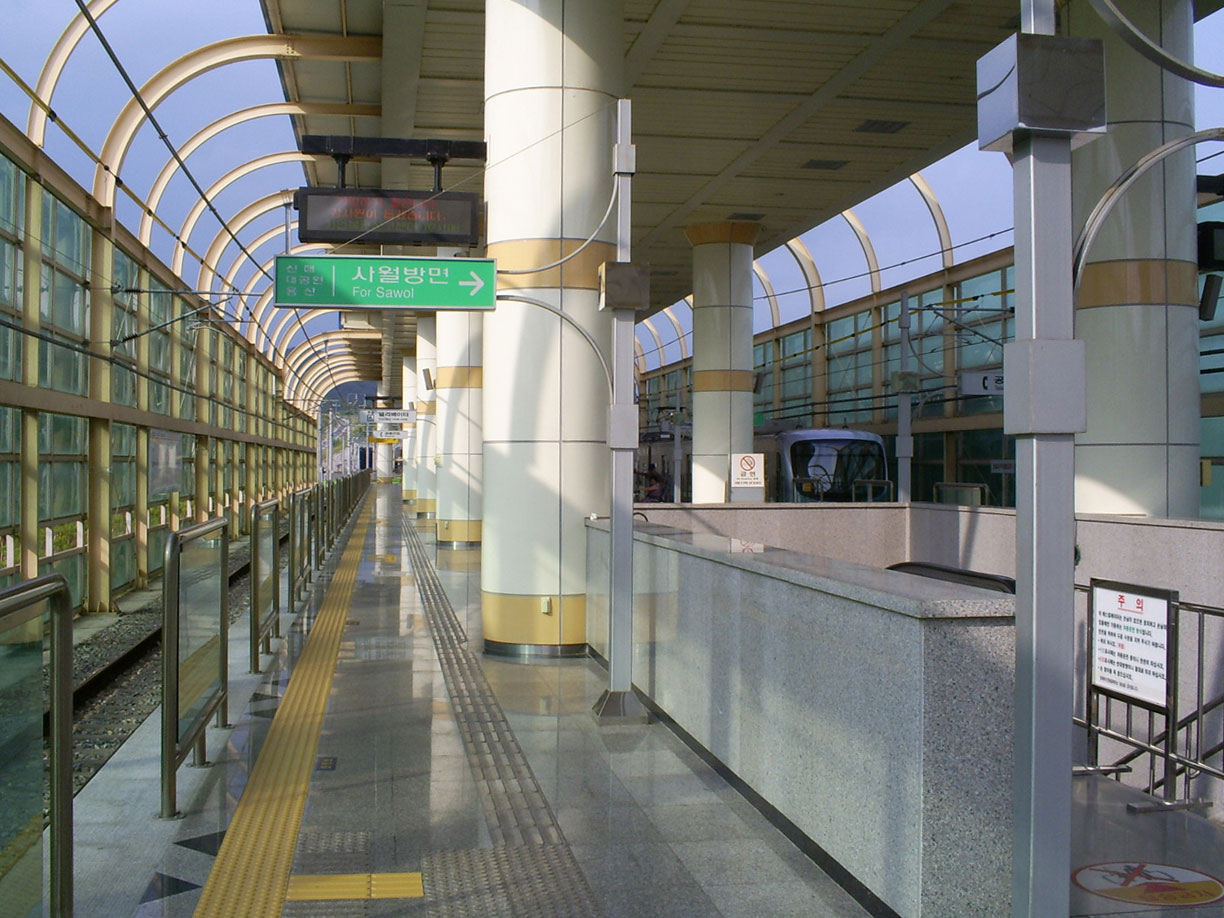
문양역 승강장 (문양차량기지 회차선 방면, 로프형 스크린도어 설치 전, 영남대역 연장 전)
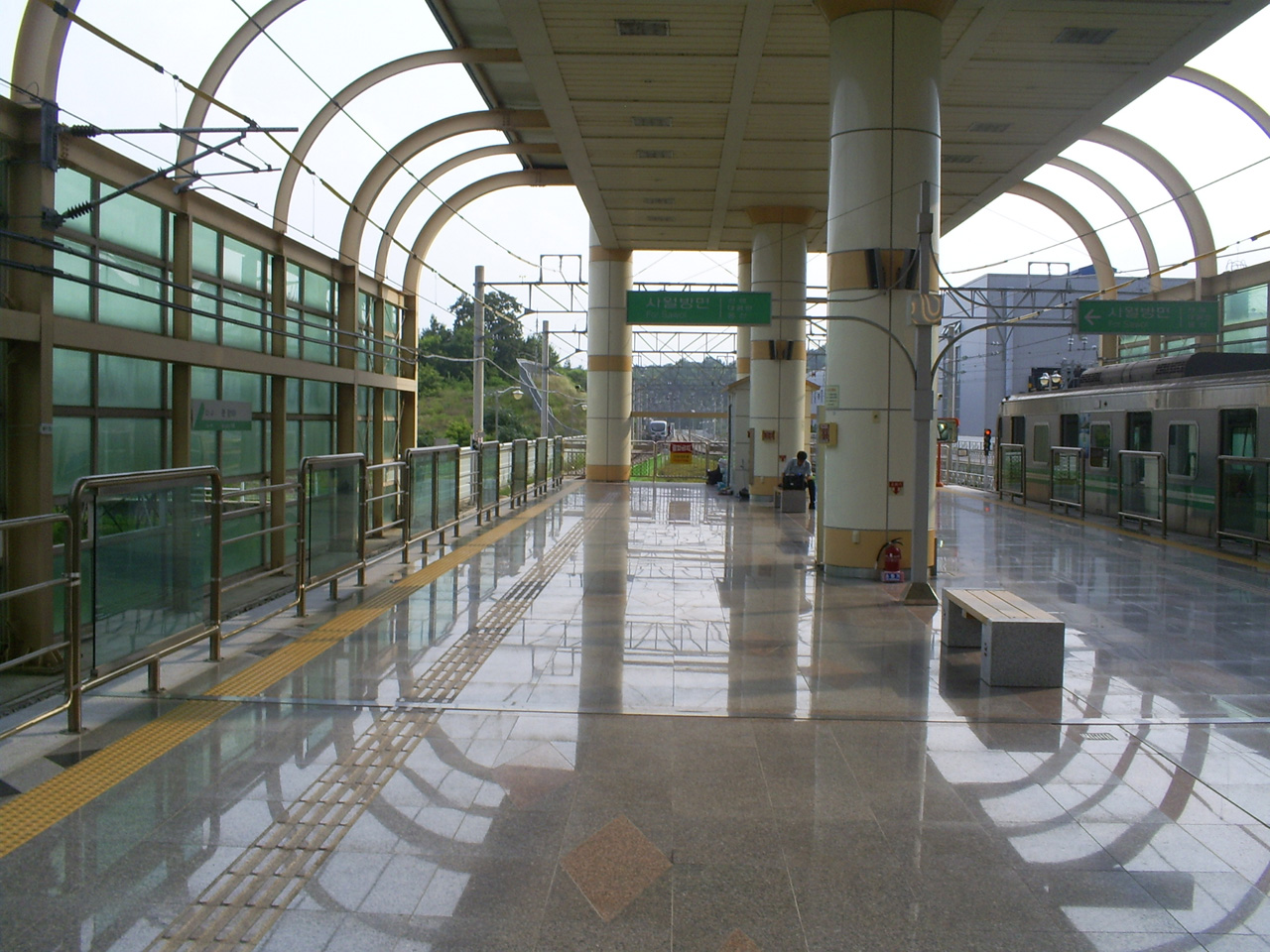
문양역 승강장 (영남대 방면, 로프형 스크린도어 설치 전, 영남대역 연장 전)
대구지하철공사 시절 문양역 구식 폴사인 (대구도시철도공사로 바뀐 지금은 검은바탕에 초록띠를 두른 신식 폴사인이다.)
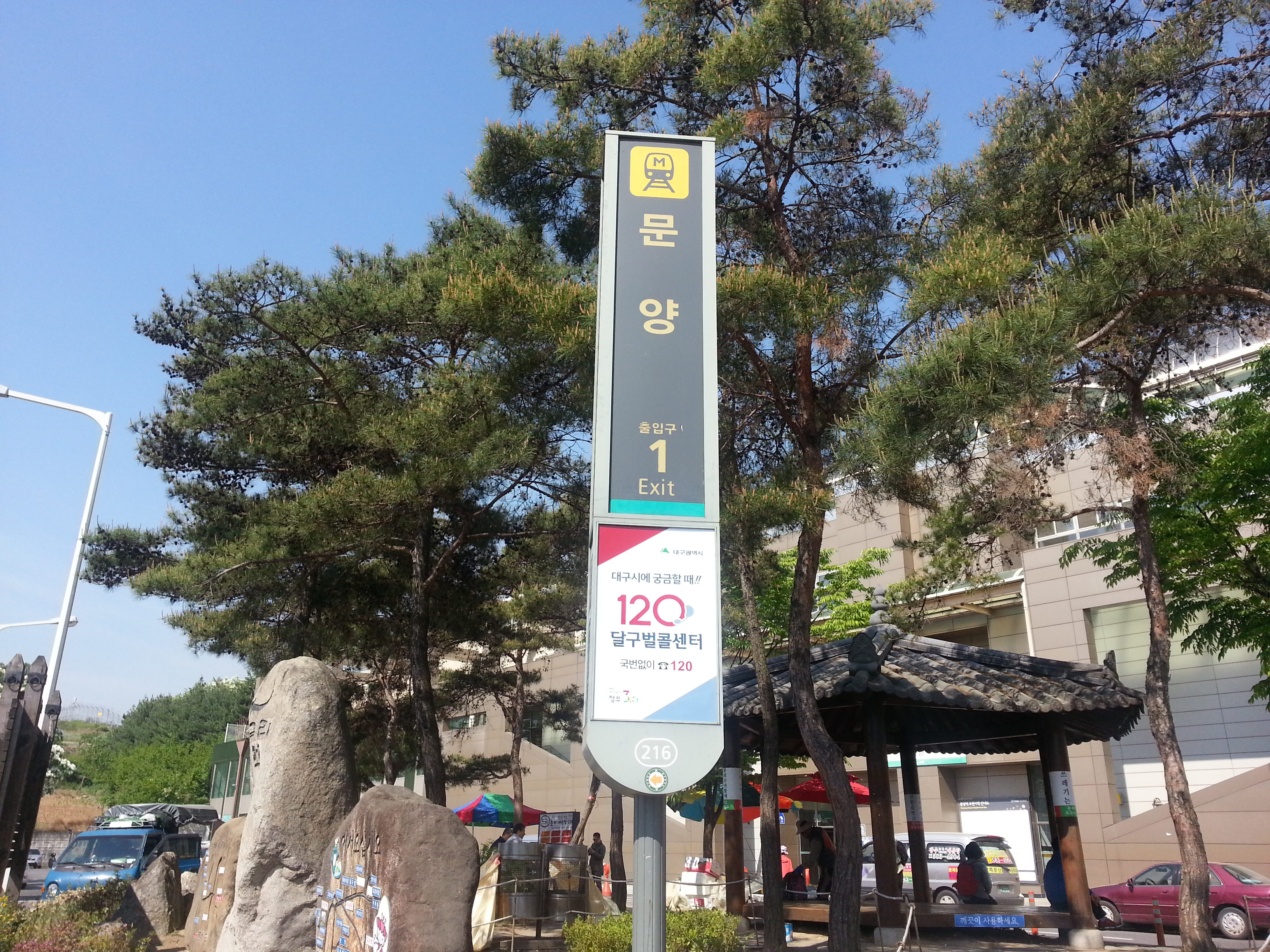
대구 도시철도 2호선 문양역 신식 폴사인
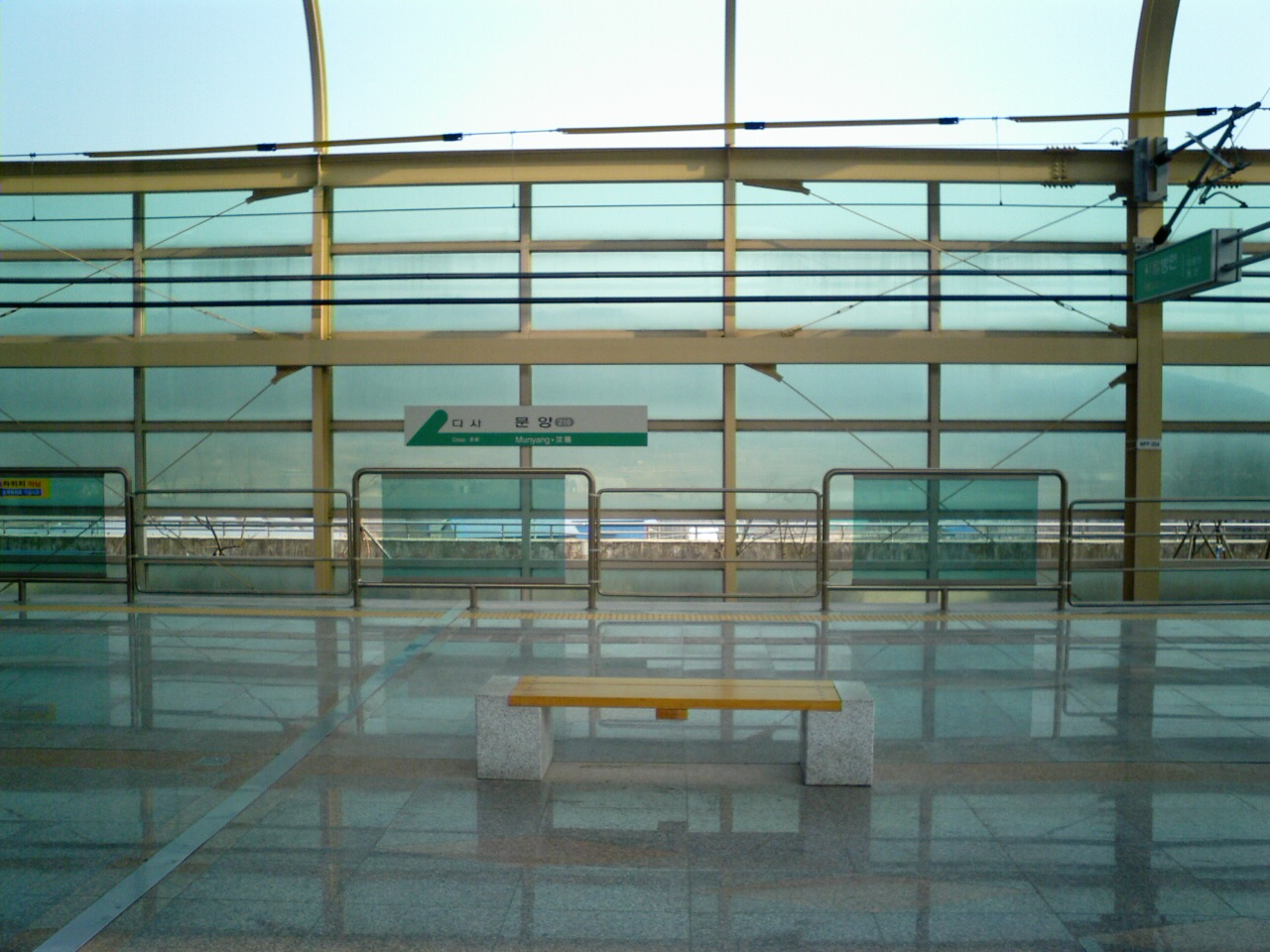
승강장 (로프형 스크린도어 설치 전)
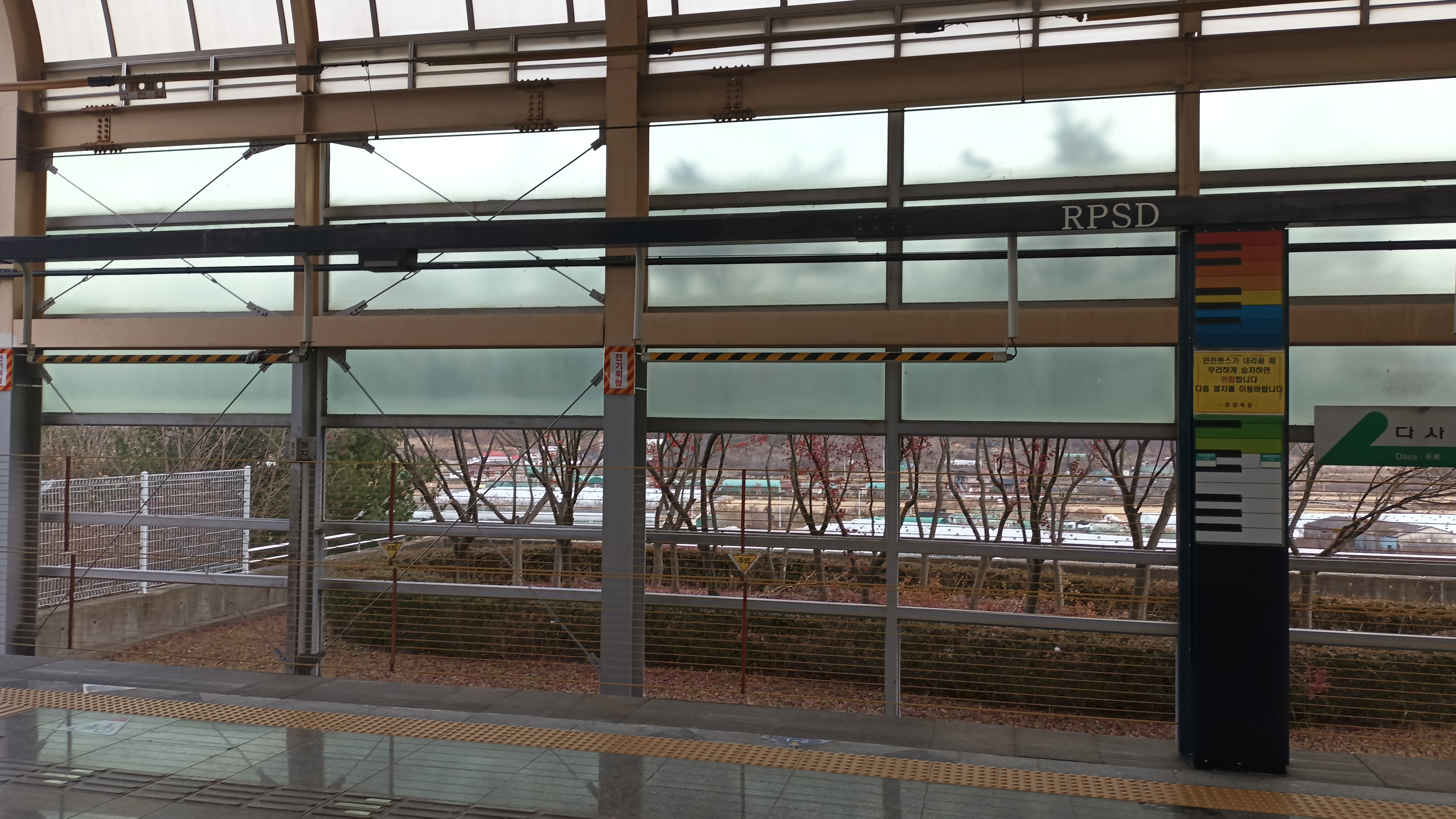
로프형 스크린도어의 모습
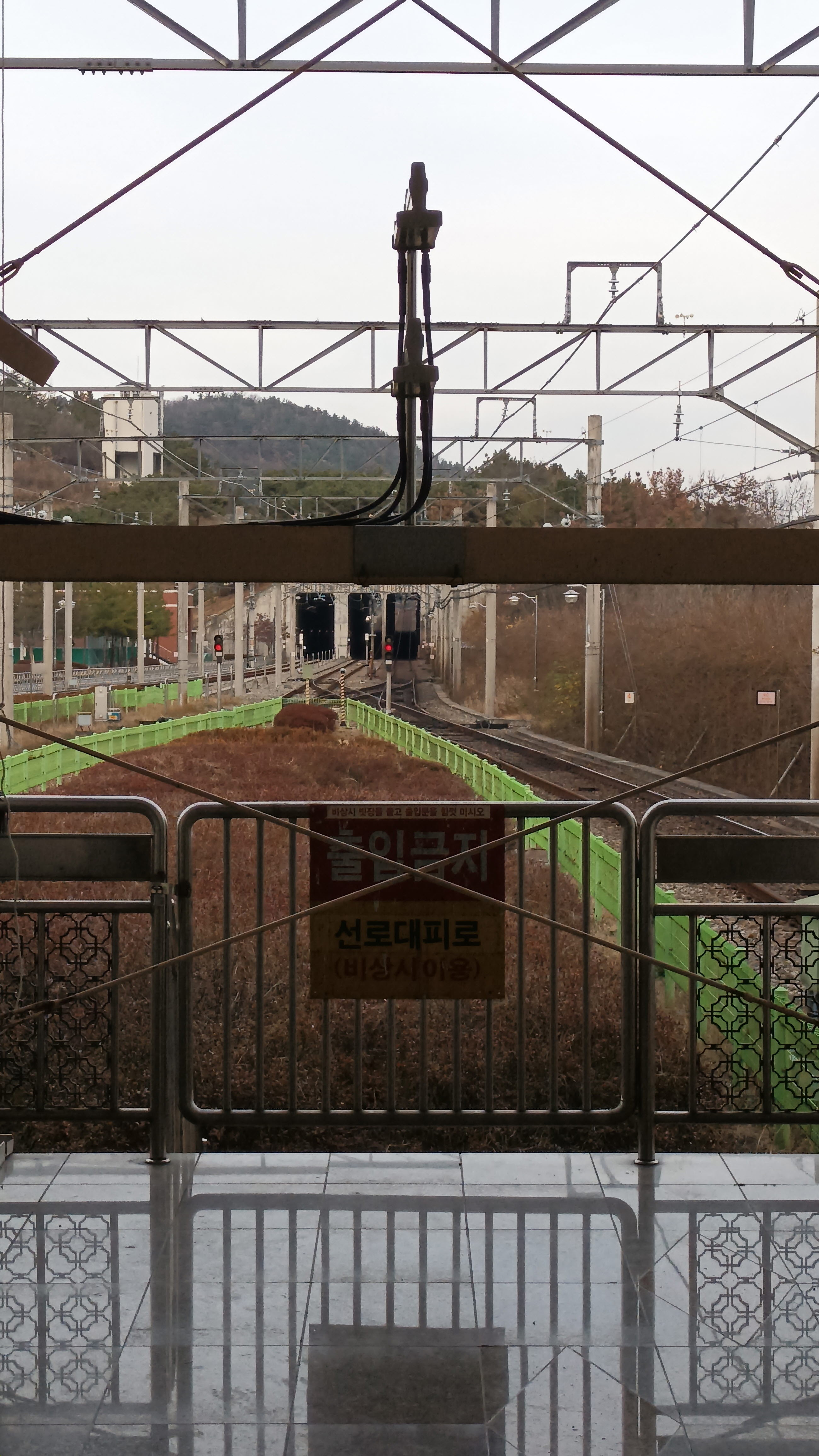
다사역 방향
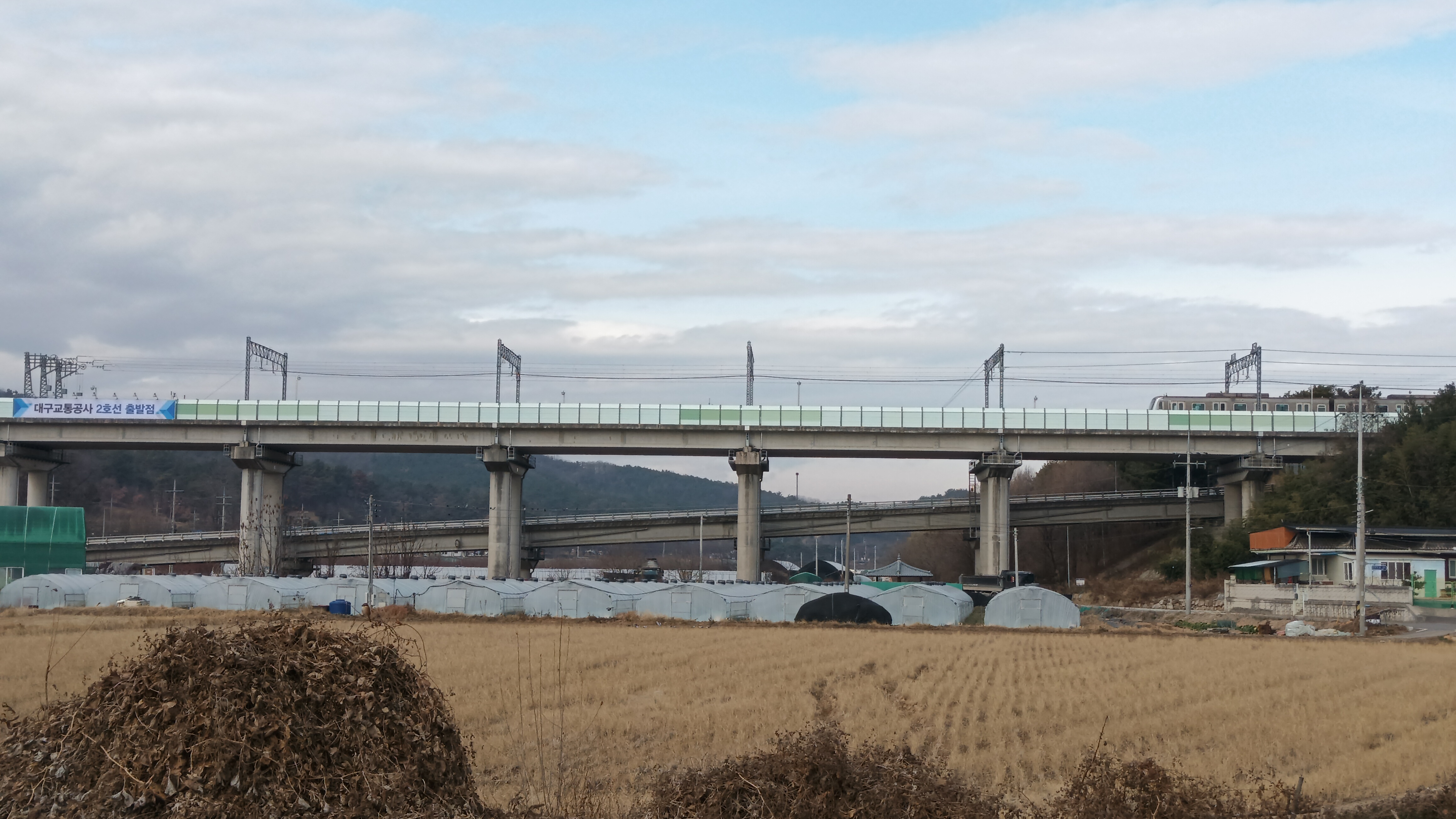
대구 도시철도 2호선 시발점

## 배선도
이 역과 문양차량사업소의 배선도는 다음과 같다.

- 선로분기기 간 거리는 실제보다 축소 내지 과장되어 있음